# یواس‌اس کاشیک (آی‌دی-۲۲۱۳)
یواس‌اس کاشیک (آی‌دی-۲۲۱۳) (به انگلیسی: USS Cacique (ID-2213)) یک کشتی بود که طول آن ۳۹۴ فوت ۲ اینچ (۱۲۰٫۱۴ متر) بود. این کشتی در سال ۱۹۱۰ ساخته شد.